# Anna-Katharina Hornidge

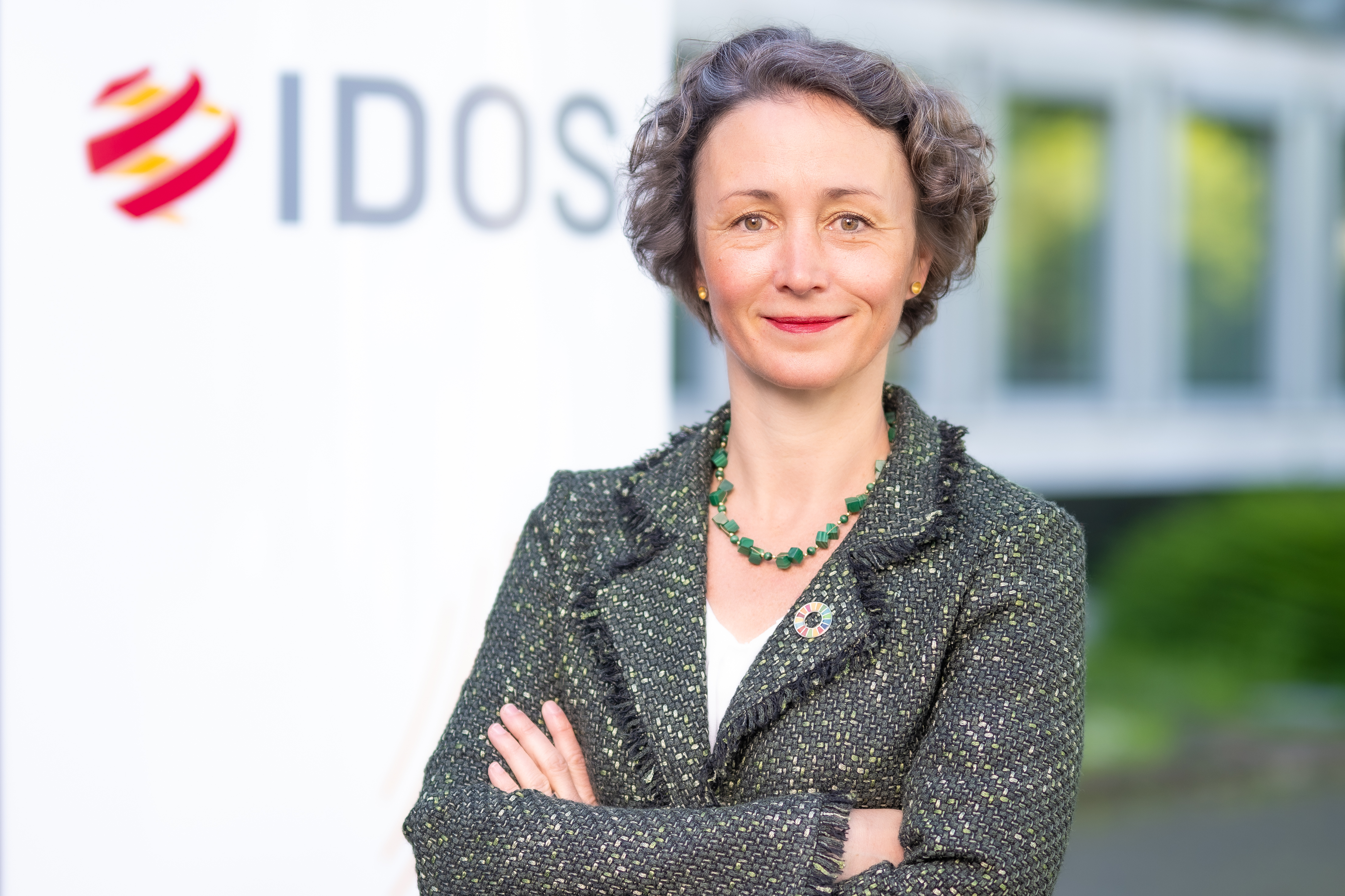
Anna-Katharina Hornidge vor dem IDOS-Gebäude

Anna-Katharina Hornidge (geb. Wicke; * 17. März 1978 in Königswinter) ist eine deutsche Wissens- und Entwicklungssoziologin. Seit März 2020 ist sie die Direktorin des German Institute of Development and Sustainability (IDOS), ehemals Deutsches Institut für Entwicklungspolitik (DIE), in Bonn und Professorin für Globale Nachhaltige Entwicklung an der Universität Bonn.  IDOS zählt weltweit zu den führenden Forschungsinstituten und Thinktanks im Bereich der globalen nachhaltigen Entwicklung. Seit 2020 ist Anna-Katharina Hornidge Mitglied des Wissenschaftlichen Beirats der Bundesregierung Globale Umweltveränderungen (WBGU).

## Biografie
Hornidge wurde als eine von vier Schwestern in Königswinter geboren und wuchs in Weilburg an der Lahn auf. Sie studierte an der Universität Bonn Regionalwissenschaften Südostasien und an der National University of Singapore Soziologie. 2007 promovierte sie in Soziologie an der Technischen Universität Berlin unter der Betreuung von Hubert Knoblauch (TU Berlin) und Tong Chee Kiong (Nationaluniversität Singapur). Thema ihrer Dissertation war die Konstruktion von Wissensgesellschaften in Deutschland und Singapur (Knowledge Society. Vision and Social Construction of Reality in Germany and Singapore).
Von 2006 bis 2014 war Hornidge Senior Researcher am Zentrum für Entwicklungsforschung (ZEF) der Universität Bonn. Hier habilitierte sie 2014 an der Philosophischen Fakultät mit der Arbeit Discourses of Knowledge: Normative, Factual, Hegemonic und erhielt die Lehrberechtigung im Bereich Entwicklungsforschung. Von 2014 bis 2015 war Hornidge als Professorin und Direktorin in der Abteilung Sozialer und kultureller Wandel beim ZEF tätig. 
2015 wechselte sie auf eine Professur auf Lebenszeit an die Universität Bremen und das Leibniz-Zentrum für Marine Tropenökologie (ZMT), heute Leibniz-Zentrum für Marine Tropenforschung. Am ZMT leitete Hornidge bis 2020 die Sozialwissenschaftliche Abteilung sowie die Arbeitsgruppe Entwicklungs- und Wissenssoziologie, während sie als Professorin für Sozialwissenschaften in den marinen Tropen an der Universität Bremen lehrte.
2020 kehrte Anna-Katharina Hornidge als Direktorin des Deutschen Institut für Entwicklungspolitik (DIE), 2022 umbenannt in German Institute of Development and Sustainability (IDOS), und Professorin für globale nachhaltige Entwicklung an der Universität Bonn nach Bonn zurück. Neben der Leitung des IDOS, einer außeruniversitären Forschungseinrichtung, lehrt sie als Professorin (W3-Kooperationsprofessur Jülicher Modell) am Institut für Politische Wissenschaft und Soziologie der Universität Bonn.
Hornidge ist verheiratet und Mutter von drei Kindern.

## Forschung und Lehre
In ihrer Forschung befasst sich Anna-Katharina Hornidge mit den Dynamiken menschlicher Wirklichkeits- und Zukunftsvorstellungen, Wissensregimen und ihrer Mobilisierung in durch Wandel (Umwelt-, Klimawandel oder sozio-politische Transformationsprozesse) geprägten Situationen. Sie forscht zu Prozessen der Wissensproduktion und der Verbreitung unterschiedlicher Wissenstypen sowie zu den gesellschaftlichen Strukturen, die diese bedingen. Neben ihrer Forschung zur Rolle verschiedener Arten von Wissen in und für Veränderungsprozesse gehören Fragen der Natürliche-Ressourcen-Governance in Landwirtschaft und Fischerei zu ihren Forschungsschwerpunkten. Unter anderem hat sie sich intensiv mit landwirtschaftlichen Wissens- und Innovationssystemen in Zentral- und Südostasien im Zusammenspiel mit Umweltwandel und sozio-politischer Transformation befasst. Während ihrer Tätigkeit an der Universität Bremen und dem Leibniz-Zentrum für Marine Tropenforschung in Bremen arbeitete sie zu marinen Systemen der wissenschaftlichen und alltäglichen Wissensproduktion sowie zu Meeresgovernance und Küstentransformationsprozessen. Als Teil des DFG-finanzierten Forschungsprojektes Epistemic Mobilities and the Governance of Environmental Risks in Island Southeast Asia untersuchte sie beispielsweise Übersetzungsprozesse in der Kommunikation des Meeresspiegelanstiegs und befasste sich mit global kommunizierten Lösungsstrategien und ihrer Anpassung und Weiterentwicklung in Manila, Singapur und Jakarta. Dabei wurden konkrete Beiträge zur Erforschung unterschiedlicher sozialer Lernmuster im Umgang mit küstenbezogenen Veränderungsprozessen geleistet. Auch leitet Hornidge ein EU-finanziertes Vernetzungsprojekt mit dem Titel Ocean Governance for Sustainability – Opportunities, Challenges and the Role of Science, über das ein europaweites Netzwerk an der Schnittstelle zwischen mariner sozialwissenschaftlicher Forschung, mit einem Fokus auf Fragen von Governance, und politischen Entscheidungsträgern aufgebaut wurde.
Schwerpunkt ihrer Forschung am German Institute of Development and Sustainability und der Universität Bonn ist weiterhin die Rolle verschiedener Arten von Wissen in und für Veränderungsprozesse sowie Fragen der Governance natürlicher Ressourcen in landwirtschaftlichen und marinen Kontexten. Konzeptionell stützt sie sich dabei auf sozialkonstruktivistische, naturwissenschaftlich-technische Studien und Ansätze und befasst sich mit dem Paradigma des Mobility Turn. Ziel ihrer Arbeiten ist es, zu einem stärker lokal verankerten, global diversifizierten empirischen Verständnis kommunikativer Prozesse bei der Gegenwarts- und Zukunftsgestaltung beizutragen. Die Ergebnisse dieser Forschung bilden die Grundlage für ihre empirisch fundierte Politikberatung auf nationaler, EU- und UN-Ebene.
Anna-Katharina Hornidge ist in mehreren Beiräten auf nationaler, europäischer und UN-Ebene aktiv – etwa als Ko-Vorsitzende (gemeinsam mit Gesine Schwan) des Sustainable Development Solutions Network Germany (SDSN Germany) sowie als Vorsitzende des Fachausschusses Wissenschaft der Deutschen UNESCO-Kommission. 2020 wurde sie in den Wissenschaftlichen Beirat der Bundesregierung Globale Umweltveränderungen (WBGU) berufen.

## Publikationen und Schriften (Auswahl)
Monographie
- Hornidge, Anna-Katharina, 2007. Knowledge Society. Vision & Social Construction of Reality in Germany & Singapore. Lit-Verlag, Münster.

Herausgeberschaften
- Siriwardane-de Zoysa, Rapti, Kelvin E.Y. Low, Noorman Abdullah, Anna-Katharina Hornidge (eds.), (2023). Coastal Urbanities: Mobilities, Meanings, Manoeuvrings. Social Sciences in Asia, Band 42, Leiden: Brill. https://doi.org/10.1163/9789004523340

- Partelow, Stefan, Maria Hadjimichael, Anna-Katharina Hornidge (eds.), (2023). Ocean Governance Knowledge: Systems, Policy Foundations and Thematic Analyses. Cham: Springer Nature. https://doi.org/10.1007/978-3-031-20740-2

- Schlüter, Achim, Kristof van Assche, Anna-Katharina Hornidge, Natasa Vaidianu (eds.), 2020. Land-sea interactions and coastal development: An evolutionary governance perspective. Special Issue in Marine Policy, Vol. 112. Doi:10.1016/j.marpol.2019.103801
- Keller, Reiner, Anna-Katharina Hornidge, Wolf Schünemann (eds.), 2018. The Sociology of Knowledge Approach to Discourse. Investigating the Politics of Knowledge and Meaning-making, Oxon & New York: Routledge.
- Mielke, Katja, Anna-Katharina Hornidge (eds.), 2017. Area Studies at the Crossroads: Knowledge Production after the Mobility Turn. Palgrave MacMillan, London, ISBN 978-1-349-95011-9.
- Hornidge, Anna-Katharina, Anastasiya Shtaltovna, Conrad Schetter (eds.), 2016. Agricultural Knowledge and Knowledge Systems in Post-Soviet Societies. Peter Lang, Bern.
- Hornidge, Anna-Katharina, Christoph Antweiler (eds.), 2012. Environmental Uncertainty and Local Knowledge. Southeast Asia as a Laboratory of Global Ecological Change. Transcript Verlag, Bielefeld.

Artikel
- Jochem, Carmen, Julia von Sommoggy, Anna-Katharina Hornidge, Eva-Maria Schwienhorst-Stich, Christian Apfelbacher (2023). Planetary Health Literacy: A Conceptual Model. Frontiers in Public Health 10, 1-9. https://doi.org/10.3389/fpubh.2022.980779
- Franke, Andrea, Kimberley Peters, Jochen Hinkel, Anna-Katharina Hornidge, Achim Schlüter, Oliver Zielinski, Karen H. Wiltshire, Ute Jacob, Gesche Krause, Helmut Hillebrand (2022). Making the UN Ocean Decade Work? The Potential for, and Challenges of, Transdisciplinary Research and Real-World Laboratories for Building Towards Ocean Solutions. People and Nature, 5 (1), 21-33. https://doi.org/10.1002/pan3.10412

- Hornidge, Anna-Katharina, Johannes Herbeck, Rapti Siriwardane, Michael Flitner, 2020. Epistemic Mobilities: Following Sea-level Change Adaptation Practices in Southeast Asian Cities, American Behavioural Scientist, 64(10), Doi:10.1177/000276422094776
- Partelow, Stefan, Anna-Katharina Hornidge, Paula Senff, Moritz Stäbler, Achim Schlüter, 2020. Tropical Marine Sciences: Knowledge Production in a Web of Path Dependencies, PLoS ONE 15(2). Doi:10.1371/journal.pone.0228613
- Siriwardane, Rapti, Anna-Katharina Hornidge, 2016. Putting Lifeworlds at Sea: Studying Meaning-Making in Marine Research, Frontiers in Marine Science. 3:197. doi:10.3389/fmars.2016.00197
- van Assche, Kristof, Anna-Katharina Hornidge, 2015. Rural Development. Knowledge and Expertise in Governance. Wageningen Academic Publishers, Wageningen 2015, ISBN 978-90-8686-812-4.
- Hornidge, Anna-Katharina, 2014. Wissensdiskurse: Normativ, Faktisch, Hegemonial. Soziale Welt 65, 2014, S. 7–24.
- Hornidge, Anna-Katharina, Lisa Oberkircher, Anisiya Kudryavtseva, 2013. Boundary Management and the Discursive Sphere – Negotiating ‚Realities’ in Khorezm, Uzbekistan. Geoforum 45, 2013, S. 266–274.
- Hornidge, Anna-Katharina, 2011.Creative Industries‘ – Economic Program and Boundary Concept. Journal of Southeast Asian Studies, 2011, S. 253–279.
- Hornidge, Anna-Katharina, Fabian Scholtes, 2011. Climate Change and Everyday Life in Toineke Village, West Timor – Uncertainties, Knowledge and Adaptation. Sociologus – Zeitschrift für empirische Ethnosoziologie und Ethnopsychologie, 2011, S. 151–175.
- Hornidge, Anna-Katharina, Mehmood Ul-Hassan, Peter P. Mollinga, 2011. Trans-disciplinary Innovation Research in Uzbekistan – 1 year of ‚Following The Innovation‘. Development in Practice, 2011, S. 825–838.
- Hornidge, Anna-Katharina, 2010. An Uncertain Future – Singapore’s Search for a New Focal Point of Collective Identity and its Drive towards ‚Knowledge Society‘. Asian Journal of Social Sciences, 2010, S. 785–818